# Wim Distelmans
Willem (Wim) Hendrik Karel Maria Distelmans (Brasschaat, 2 februari 1952) is een Belgisch oncoloog, hoogleraar aan de Vrije Universiteit Brussel, voorvechter in België voor de erkenning van palliatieve zorg en voor de mogelijkheid om euthanasie te kunnen laten uitvoeren.

## Biografie
Distelmans volgde lager onderwijs in Antwerpen en Brasschaat en middelbaar onderwijs in het Koninklijk Atheneum Brasschaat (Latijn-Wiskunde). Zijn hogere studies geneeskunde volgde hij aan het Rijksuniversitair Centrum Antwerpen en later aan de Vrije Universiteit Brussel (VUB). Zijn studies verliepen in verschillende etappes. Na zijn studies geneeskunde werkte hij een tijd als huisarts, studeerde tropische geneeskunde en deed in Afrika onderzoek naar slaapziekte. Bij Janssen Pharmaceutica deed hij enkele jaren kankeronderzoek, waar hij besloot zich in oncologie te specialiseren. Hij studeerde tussen 1988 en 1992 radiotherapie en oncologie aan de VUB alwaar hij oprichter, specialist en professor palliatieve geneeskunde is. 
Tijdens zijn opleiding op de afdeling oncologie werd hij geconfronteerd met een gebrek aan palliatieve zorg, wat voor hem de aanzet betekende in zijn strijd voor een menswaardig levenseinde. Hij verdiepte zich in palliatieve zorg in o.a.  Engeland, om dit in 1988 in België aan de VUB mee te introduceren. 
Wim Distelmans stond als oprichter mee aan de wieg van de oprichting van de verschillende organisaties die deel uitmaken van het expertisecentrum Waardig Levenseinde w.e.m.m.e.l.. Hij is onder andere voorzitter van het Forum Palliatieve Zorg, Omega en het Cédric Hèle Instituut, richtte met het UZ Brussel het eerste supportief dagcentrum TOPAZ en het consultatieteam ULteam op en bekleedt de leerstoel ‘Waardig Levenseinde’ van deMens.nu aan de VUB. Hij is oprichter van LEIF (Levens Einde Informatie Forum) en Nederlandstalig covoorzitter van de Federale Evaluatie- en Controlecommissie Euthanasie. Voordien was hij voorzitter van de Federatie Palliatieve Zorg Vlaanderen.
Hij is auteur van diverse buitenlandse en binnenlandse wetenschappelijke artikels en boeken. In 2005 werd zijn boek  "Een waardig levenseinde" uitgebracht, een herziene versie hiervan in 2020. "Voor ik het vergeet" over levenseinde bij dementie in 2019. In 2020 schreef Distelmans "Voor zij die lijden" (Ned.: Voor hen die lijden). Eind mei 2022 bracht hij naar aanleiding van 20 jaar euthanasiewet in België het boek "Het levenseinde in eigen regie" uit. Hij geeft regelmatig lezingen en duiding in de media over deze thema's. 

### Mediacontroverse
In 2014 organiseerde Distelmans een driedaagse studiereis over euthanasie in Auschwitz. Zowel in de Britse pers als bij de joodse gemeenschap werd hierop verontwaardigd gereageerd. 

### Cases
In 2014 diende een 20-jarige vrouw een klacht in tegen Distelmans nadat ze vernomen had dat er zonder haar medeweten euthanasie was uitgevoerd op haar moeder. 
Eerder dat jaar was ook Tom Mortier met een gelijkaardige klacht naar de Orde van Geneesheren en de rechtbank van Brussel gestapt.
Beide klachten werden verworpen door het Openbaar Ministerie, omdat het van oordeel was dat er geen bewijs was van een misdrijf en dus ook geen bewijs van een schending van de euthanasiewet. Volgens Distelmans was de vrouw echter "uitbehandeld", leed ze ondraaglijk en vroeg ze meermaals om euthanasie. Mortier was volgens de arts bovendien wel degelijk op de hoogte gebracht van zijn moeders wens. Distelmans stelde ten slotte dat de arts-consulent in dezelfde vereniging mag werken als de behandelende arts.
In januari 2018 stemde het Europees Hof voor de Rechten van de Mens in Straatsburg ermee in om zich te buigen over de zaak van de euthanasie op de moeder van Tom Mortier. Het Europees Hof voor de Rechten van de Mens heeft België op de hoogte gesteld dat het de zaak onder de loep zal nemen en heeft begin 2019 een reeks vragen gestuurd die schriftelijk dienen beantwoord te worden. Of die klacht kans maakt, wordt sterk betwijfeld aangezien niet eerst alle interne, Belgische rechtsmiddelen werden uitgeput door Mortier. In een arrest van 4 oktober 2022 oordeelde het Hof dat er weliswaar voldoende zorgvuldigheidscriteria opgenomen werden en de wetgeving dus niet strijdig is met het recht op leven, maar tegelijk mogen volgens het arrest artsen in een euthanasiedossier niet rechter én partij zijn in dezelfde zaak.
In januari 2020 werd Distelmans opgeroepen als getuige in het eerste euthanasieproces van België.

## Prijzen en Erkentelijkheden
In 2003 werd hem de Arkprijs van het Vrije Woord toegekend voor zijn inzet voor de euthanasiewet, in 2008 de Tenrei Ohta Award van de World Federation of Right to Die Societies, in 2010 met de Dwaallicht Prijs en in 2012 respectievelijk met de Lucien Steinbergprijs, de  prijs Maatschappelijke Valorisatie van de VUB en hij werd ook ambassadeur van het Davidsfonds.
In 2015 werd hij laureaat van de Prijs Vrijzinnig Humanisme.
Op 11 juli 2016 ontving hij uit handen van minister-president Geert Bourgeois het Ereteken van de Vlaamse Gemeenschap "voor zijn inzet inzake levenseinde en euthanasie ".